# Stephanopis hystrix
Stephanopis hystrix là một loài nhện trong họ Thomisidae.
Loài này thuộc chi Stephanopis. Stephanopis hystrix được Cândido Firmino de Mello-Leitão miêu tả năm 1951.